# I Should Be So Lucky
"I Should Be So Lucky" là một bài hát của nghệ sĩ thu âm người Úc Kylie Minogue nằm trong album phòng thu đầu tay của cô, Kylie (1988). Nó được phát hành vào ngày 29 tháng 12 năm 1987 như là đĩa đơn đầu tiên trích từ album bởi PWL Records và Mushroom Records. Bài hát được viết lời và sản xuất bởi ba thành viên Mike Stock, Matt Aitken và Pete Waterman thuộc đội sản xuất Stock Aitken Waterman, cộng tác viên quen thuộc xuyên suốt sự nghiệp của Minogue. Sau thành công với vai diễn trong bộ phim kịch truyền hình Neighbours và bản hát lại cho bài hát năm 1962 của Little Eva "Locomotion", nữ ca sĩ nhanh chóng phát triển sự nghiệp âm nhạc với việc hợp tác với Stock Aitken Waterman, trong đó "I Should Be So Lucky" là tác phẩm đầu tiên được họ sáng tác cho cô. Được lấy cảm hứng từ tác phẩm Pachelbel's Canon của Johann Pachelbel, đây là một bản dance-pop mang nội dung đề cập đến tâm trạng của một cô gái không may mắn trong tình yêu.
Sau khi phát hành, "I Should Be So Lucky" nhận được những phản ứng tích cực từ các nhà phê bình âm nhạc, trong đó họ đánh giá cao giai điệu bắt tai và quá trình sản xuất nó, đồng thời so sánh tác phẩm với đĩa đơn năm 1987 của Rick Astley "Never Gonna Give You Up" cũng được sáng tác bởi Stock Aitken Waterman. Ngoài ra, bài hát còn gặt hái nhiều giải thưởng và đề cử tại những lễ trao giải lớn, bao gồm chiến thắng tại giải thưởng âm nhạc ARIA năm 1989 cho Đĩa đơn bán chạy nhất năm và giải Đĩa vàng Nhật Bản năm 1989 cho Đĩa đơn của năm. "I Should Be So Lucky" cũng tiếp nhận những thành công vượt trội về mặt thương mại, đứng đầu các bảng xếp hạng ở Úc, Phần Lan, Đức, Ireland, Thụy Sĩ và Vương quốc Anh, và lọt vào top 10 ở hầu hết những quốc gia nó xuất hiện, bao gồm vươn đến top 5 ở nhiều thị trường lớn như Áo, Pháp, New Zealand và Na Uy. Tại Hoa Kỳ, nó đạt vị trí thứ 28 trên bảng xếp hạng Billboard Hot 100, trở thành đĩa đơn thứ hai của Minogue vươn đến top 40 tại đây.
Video ca nhạc cho "I Should Be So Lucky" được đạo diễn bởi Chris Langman, trong đó bao gồm những cảnh Minogue đi dạo quanh nhà cô, xen kẽ với hình ảnh cô nhảy múa trước một tấm nền bảng phấn đầy màu sắc. Để quảng bá bài hát, nữ ca sĩ đã trình diễn nó trên nhiều chương trình truyền hình và lễ trao giải lớn, bao gồm The Arsenio Hall Show, Top of the Pops và Buổi biểu diễn Royal Variety năm 1988, cũng như trong nhiều chuyến lưu diễn của cô. Kể từ khi phát hành, "I Should Be So Lucky" đã được hát lại và sử dụng làm nhạc mẫu bởi nhiều nghệ sĩ, như Rick Astley, Chumbawamba, Northern Kings và CLC, cũng như xuất hiện trong nhiều album tuyển tập của Minogue, bao gồm Greatest Hits (1992), Greatest Hits 1987–1999 (2003), Greatest Hits 87–97 (2003), Ultimate Kylie (2004) và The Best of Kylie Minogue (2012). Năm 2012, nó đã được thu âm lại cho album tuyển tập mang phong cách giao hưởng của nữ ca sĩ, The Abbey Road Sessions.

## Danh sách bài hát
Đĩa 7" tại châu Âu và Anh quốc
1. "I Should Be So Lucky" – 3:24
2. "I Should Be So Lucky" (không lời) – 3:24

Đĩa 12" tại châu Âu và Anh quốc
1. "I Should Be So Lucky" (phối mở rộng) – 6:08
2. "I Should Be So Lucky" (Bicentennial phối) – 6:12
3. "I Should Be So Lucky" (không lời) – 3:24

Đĩa 12" tại Hoa Kỳ
1. "I Should Be So Lucky" (Dance phối mở rộng) – 6:00
2. "I Should Be So Lucky" (Dance phối lại) – 6:10
3. "I Should Be So Lucky" (không lời) – 3:24

## Xếp hạng
| Bảng xếp hạng (1987-88)             | Vị trí cao nhất |
| ----------------------------------- | --------------- |
| Úc (Kent Music Report)              | 1               |
| Áo (Ö3 Austria Top 40)              | 4               |
| Bỉ (Ultratop 50 Flanders)           | 8               |
| Canada (RPM)                        | 61              |
| Châu Âu (European Hot 100 Singles)  | 1               |
| Phần Lan (Suomen virallinen lista)  | 1               |
| Pháp (SNEP)                         | 4               |
| Đức (Official German Charts)        | 1               |
| Ireland (IRMA)                      | 1               |
| Hà Lan (Dutch Top 40)               | 14              |
| Hà Lan (Single Top 100)             | 12              |
| New Zealand (Recorded Music NZ)     | 3               |
| Na Uy (VG-lista)                    | 5               |
| Thụy Điển (Sverigetopplistan)       | 13              |
| Thụy Sĩ (Schweizer Hitparade)       | 1               |
| Anh Quốc (OCC)                      | 1               |
| Hoa Kỳ Billboard Hot 100            | 28              |
| Hoa Kỳ Dance Club Songs (Billboard) | 10              |

| Bảng xếp hạng (1988)                 | Vị trí |
| ------------------------------------ | ------ |
| Australia (ARIA)                     | 5      |
| Austria (Ö3 Austria Top 40)          | 30     |
| Belgium (Ultratop 50 Flanders)       | 80     |
| Denmark (IFPI)                       | 22     |
| Europe (European Hot 100 Singles)    | 1      |
| France (SNEP)                        | 36     |
| Germany (Official German Charts)     | 16     |
| Netherlands (Dutch Top 40)           | 142    |
| New Zealand (Recorded Music NZ)      | 27     |
| Switzerland (Schweizer Hitparade)    | 16     |
| UK Singles (Official Charts Company) | 3      |

| Bảng xếp hạng (1980-89)              | Vị trí |
| ------------------------------------ | ------ |
| UK Singles (Official Charts Company) | 76     |

## Chứng nhận
| Quốc gia                                                                           | Chứng nhận | Số đơn vị/doanh số chứng nhận |
| ---------------------------------------------------------------------------------- | ---------- | ----------------------------- |
| Úc (ARIA)                                                                          | Bạch kim   | 70.000^                       |
| Pháp (SNEP)                                                                        | Bạc        | 292,000                       |
| Đức (BVMI)                                                                         | Vàng       | 0^                            |
| Nhật Bản (RIAJ)                                                                    | —          | 30,140                        |
| Anh Quốc (BPI)                                                                     | Vàng       | 702,850                       |
| * Chứng nhận dựa theo doanh số tiêu thụ. ^ Chứng nhận dựa theo doanh số nhập hàng. |            |                               |